# Amway Classic 1995
Amway Classic 1995 — жіночий тенісний турнір, що проходив на відкритих кортах з твердим покриттям ASB Tennis Centre в Окленді (Нова Зеландія). Належав до турнірів 4-ї категорії в рамках Туру WTA 1995. Турнір відбувся вдесяте і тривав з 30 січня до 5 лютого 1995 року. Несіяна Ніколь Брадтке, яка розпочала змагання завдяки вайлд-кард, здобула титул в одиночному розряді й отримала 17,5 тис. доларів США.

## Фінальна частина

### Одиночний розряд
Ніколь Брадтке —  Джинджер Гелгесон-Нілсен 3–6, 6–2, 6–1
- Для Брадтке це був єдиний титул за сезон і 11-й — за кар'єру.

### Парний розряд
Джилл Гетерінгтон /  Елна Рейнах —  Лаура Голарса /  Кароліна Віс 7–6, 6–2
- Для Гетерінгтон це був 1-й титул за рік і 14-й — за кар'єру. Для Рейнах це був єдиний титул за сезон і 11-й — за кар'єру.